# Міжпарламентська асамблея православ'я
Міжпарламентська асамблея православ'я (англ. Interparliamentary Assembly on Orthodoxy, грец. Διακοινοβουλευτική Συνέλευση Ορθοδοξίας) є постійною комунікаційною структурою між парламентарями з 21 країни Європи, спрямованою на єдність у різноманітності православних християн на основі принципів і цінностей християнства і демократії.

## Історія
Організація створена 4 листопада 1994 під назвою Європейська міжпарламентська асамблея православ'я (EIAO) за ініціативою грецьких політиків. Після того, як з 2001 року в засіданнях Генеральної асамблеї почали брати участь також групи парламентарів з Австралії, Азії, Африки та Америки, організацію перейменовано на Міжпарламентську асамблею православ'я (IAO).
Постійний секретаріат асамблеї розташовується в Афінах (Греція).

## Країни-учасниці
- Албанія
- Вірменія
- Білорусь
- Болгарія
- Греція
- Грузія
- Казахстан
- Кіпр
- Латвія
- Литва
- Молдова
- Польща
- Росія
- Румунія
- Сербія
- Словаччина
- Україна
- Фінляндія
- Чорногорія
- Чехія
- Естонія

## Робочі органи

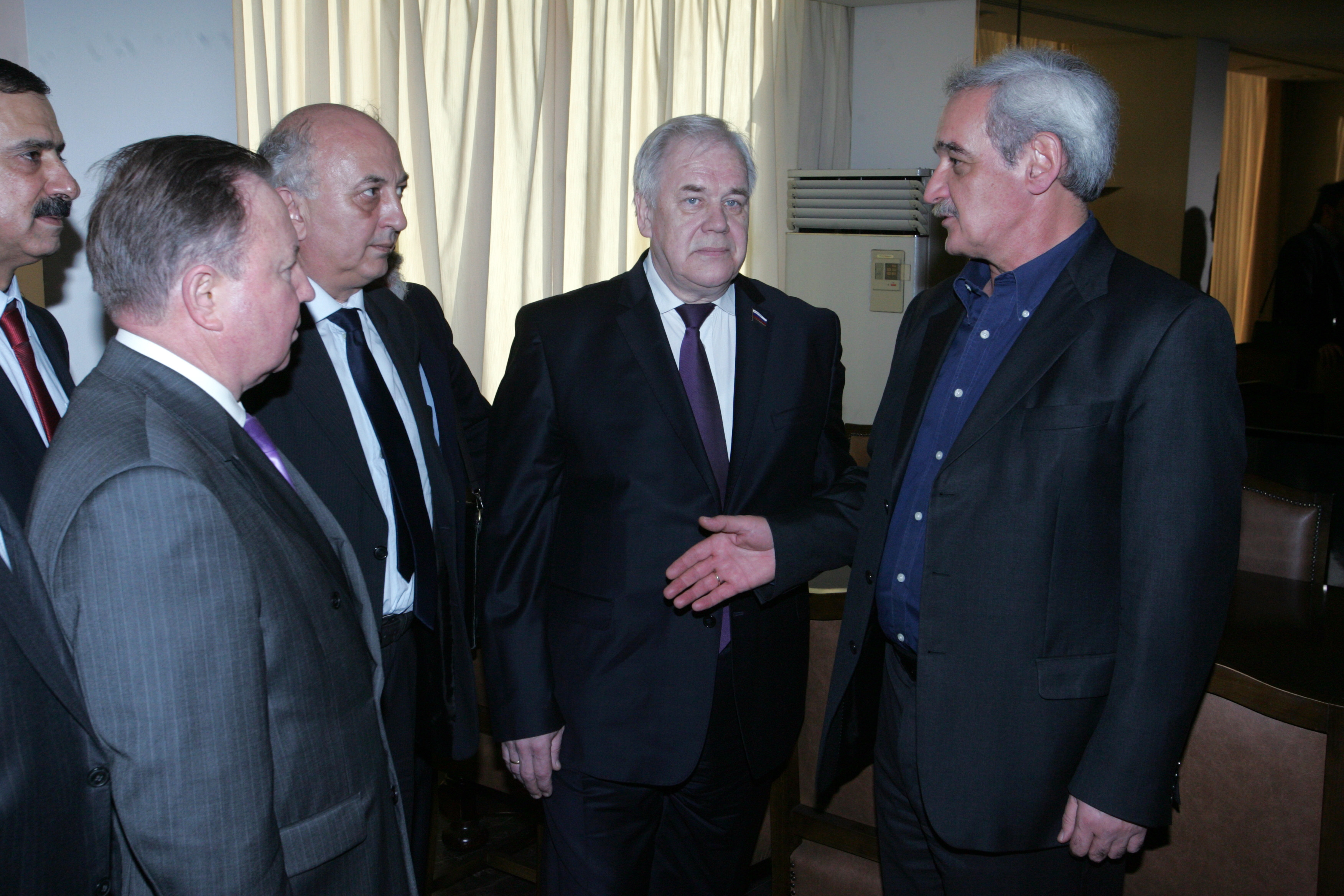
Перший президент МАП Сергій Попов в Афінах (2004 рік)

### Генеральна асамблея
Щороку в середині червня в одній з країн-учасниць відкривається пленарне засідання для поточних парламентарів. Раз на два роки відбуваються вибори президента МАП.
2004 року Генеральна асамблея відбувалася у Києві, засідання урочисто відкрив голова Верховної Ради Володимир Литвин.
Президенти МАП
- (2004-2018):  депутат Держдуми Росії Сергій Олександрович Попов (Єдина Росія)
- з 2018 року:  депутат Держдуми Сергій Анатолійович Гаврилов (КПРФ)

### Міжнародний секретаріат
Вісім постійних комітетів, Генеральний секретар МАП, його перший заступник і скарбник розташовані у представництві на вулиці Святої Амалії, 22-24 в центрі Афін.
на червень 2019 року
- Генеральний секретар: Анастас Неранціс[en] ( блок Нова Демократія)
- Перший заступник: Іван Аманатідіс[en] ( партія СІРІЗА)
- Скарбник: Марія Колліа-Царуха[en] ( право-консервативний альянс Незалежні греки)

## Політична криза в Грузії у 2019 році
20 червня 2019 року в будівлі грузинського парламенту відкрилося чергове пленарне засідання МАП. Коли у президії сів Сергій Гаврилов, який вів роботу російською мовою, опозиційні грузинські депутати з партії «Європейська Грузія» кинулися в атаку на трибуну. Під захистом співробітників місцевої служби безпеки російські делегати були евакуйовані із зали засідань і того ж дня покинули Грузію.
Увечері біля будівлі парламенту Грузії почалася багатотисячна акція протесту. Мітингувальники вимагали відставки голів парламенту та МВС, а також керівника Служби державної безпеки. Після того як вимоги не були виконані, протестувальники спробували штурмувати парламент.
Міжпарламентська Асамблея Православ'я (МАП) у своїй заяві від 21 червня 2019 року висловила «своє рішуче засудження неправомірних дій деяких депутатів Парламенту Грузії, які мали місце 20 червня 2019 року під час засідання 26-ї Генеральної Асамблеї МАП у залі засідань Парламенту Грузії та спрямованих на зрив засідання Асамблеї, а також погроз фізичної розправи стосовно членів МАП».